# Лас Вегас рејдерси
Лас Вегас рејдерси (енгл. Las Vegas Raiders) су професионални клуб америчког фудбала са седиштем у Лас Вегасу у Невади. "Рејдерси" се такмиче у НФЛ-у као чалн АФЦ конференције, западне дивизије. Основани су 30. јануара 1960. године, а прву званичну утакмицу одиграли су 11. септембра исте године у АФЛ-у (Америчка фудбалска лига) који се 1970. спојио са НФЛ-ом.
Прве три године рада клуба (1960–1962) обележене су слабим учинком на терену, финансијским потешкоћама и нередовном посећеношћу. Након тога, 1963. године, судбина "Рејдерса" се знатно поправља представљањем главног тренера (и потенцијалног власника) Ала Дејвиса. После неколико година напретка, 1967. клуб је изборио доигравање по први пут. Победили су првом (и једином) АФЛ Чемпионшипу те године и тако се пласирали у Супербоул II, где су убедљиво изгубили од Грин Беј пакерса. Од 1963. тим је освојио 15 дивизионих титула (3 АФЛ и 12 НФЛ), четири АФЦ Чемпионшипа (1976, 1980, 1983. и 2002), један АФЛ Чемпионшип (1963) и три Супебоула (XI, XV, XVIII). На крају НФЛ сезоне 2018. "рејдерси" могу да се похвале свеукупним рекордом у регуларној сезони од 466 победа, 423 пораза и 11 нерешених, док је рекорд у доигравању 25 победа и 19 пораза.
Клуб је напустио Оукланд да би од 1982. до 1994. наступао у Лос Анђелесу, пре него што се опет вратио у Оукланд пред сезону 1995. године. Ал Дејвис био је власник клуба од 1972, до своје смрти 2011. године. Управљање клубом преузео је његов син Марк Дејвис.
Марта 2017. власници НФЛ тимова гласали су скоро једногласно да одобре захтев "рејдерса" за пресељење из Оукланд у Лас Вегас, Неваду. План је да остану на садашњој локацији у 2019. и потом 2020. пређу у Лас Вегас по завршетку изградње новог стадиона.
"Рејдерси" су познати по великом броју навијача и карактеристичној клупској култури. Четрнаест бивших играча примљено је у НФЛ кућу славних. Тим је претходно наступао на Кезар Стејдијуму и Кендлстик Парку у Сан Франциску, Френк Џуел Филду у Оукланду, Лос Анђелес Колосијуму у Лос Анђелесу и Аламида Каунти Колосијуму у Оукланду.

## Историја

### Младост
Оукланд "Рејдерси" је првобитно требало да се зову Оукланд "сењорси" (шпа. Оукланд господа) након што је то име изгласано прво у одабиру, али пошто је име постало предмет локалних шала промењено је у "рејдерси" пре почетка сезоне 1960. године. После успешне тренерске каријере на колеџу педесетих година, Еди Ерделац је запослен као главни тренер тима. У фебруару 1960. након што је одбио понуде Фудбалског тима Вашингтон и Лос Анђелес чарџерса, Ерделац је прихватио позицију тренера у "рејдерсима". Јануара 1960. "рејдерси" су се учврстили у Оукланду и били су последњи од 8 тимова при избору играча, тако да су спали на преостале таленте.
Ростер од 42 играча сачињавало је 28 рукија (играчи који претходно нису наступали као сениори) и само 14 ветерана. Међу рукијима био је касније изабрани центар НФЛ куће славних Џим Ото и будућив тренер тима Тим Флорес. У дебитантској години под вођством Ерделаца тим је завршио са 6 победа и 8 пораза.
Власнички сукоби спречили су тим да потпише неког од најбољих пикова на драфту следеће сезоне. Септембра 1961. Ерделац је уклоњен са позиције тренера након што су "рејдерси" надиграни са односом поена 77:46 у прве две утакмице у сезони. Нешто касније тог месеца управа је именовала Мартија Фелдмана, грађанина Лос Анђелеса и тренера офанзивне линије, као главног тренера. Сезона 1961. завршена је рекордом 2-12 (2. победе, 12 пораза).
Фелдман је почео сезону 1962. као тренер али је отпуштен у октобру после 0-5 старта. Од октобра до децембра "рејдерсе" је водио бивши помоћни тренер Ред Конкригт. Током његовог тренерског мандата тим је забележио скор 1-8 и тако завршио сезону скором 1-13. Улазаћи у сезону 1962. "рејдерси" су поставили Конкригта за ментора, док су кренули у потрагу за новим главним тренером.

### Супербоул XI
Године 1976. "рејдерси" су преокренули резултат у драматичном мечу против Питсбург стилерса и победили 31-28 у првом сезонском мечу и наставили да учвршћују своју репутацију "прљавих потеза" тако што су избацили из игре хватача Лина Свона ударцем у пределу врата, због чега је одсуствовао две недеље. Ал Дејвис је касније покушао да тужи тренера Питсбург стилерса за клевету пошто је овај назвао сејфтија Џорџа Еткинсона криминалцем, због ударца. Тим је победио 13 утакмица те сезоне и однео тесну, контроверзну победу од 21-17 над Њу Ингланд "петриотсима" у дивизионалној рудни доигравања. "Петриотси" су водили 3 поена у последња 2 минута када је судија Бен Дрејт досудио казну Реју Хамилтону после ударца Оукландовог квотербека Кена Стаблера. "Рејдерси" су поентирали тачдауном у последњем минуту и однели победу. Потом су поразили "стилерсе" 24-7 у утакмици АФЦ Чемпионшипа да би прошли у Супербоул. Противник у једанаестом по реду Супербоулу била им је екипа Минесота вајкингса, која је изгубила претходна 3 финала. Оукленд је рано повео и на полувремену имао резултат 16-0 у своју корист. До краја, приморали су Минесоту на вишеструке грешке и победили 32-14, за прву титулу после уједињења АФЛ-а и НФЛ-а.
Наредне сезоне тим је завршио регуларни део сезоне скором 13-3, али је изгубио дивизиону титулу од Денвер бронкоса. Пласирали су у "вајлд кард" рунду и ту победили Индијанаполис колтсе у другој најдужој утакмици у историји НФЛ-а, после чега су доживели пораз од "бронкоса" у мечу за АФЦ.
Током предсезонске утакмице, хватач "петриотса", Дарил Стингли повредио се после ударца сејфтија "рејдерса" Џека Тејтума и остао доживотно парализован. Иако су 1978. остварили рекорд 9-7, пропустили су доигравање по први пут од 1971. године изгубивши неке од кључних утакмица.

### Кратак препород и очекивана релокација

#### Џек Дел Рио
Џек Дел Рио добио је посао новог главног тренера "рејдерса" у јануару 2015. године, замењујући отпуштене Дениса Алена (који је пре тога био дефанзивни координатор "бронкоса") и Тонија Спарана.
"Рејдерси" су су показали одличан напредак у првој сезони Дел Риа, имали су 3 победе више у односу на претходну сезону и завршили са скором 7-9 у сезони у којој је хватач Амари Купер испунио скоро сва очекивања и Дерек Кар наставио да се поправља као квотербек.
Купер, Мек, Мари и Кар изабрани су да учествују у Про-Боулу. Дефанзивни енд Калил Мек био је први играч икада који је изабран за Ол-про-тим на две позиције у истој години.
Дан после завршетка регуларног дела сезоне 2015. године, "рејдерси", Лос Анђелес рамси и "чарџерси" су поднели захтеве за прелазак у Лос Анђелес. У јануару 2016. власници НФЛ тимова гласали су 30-2 (30 "за", 2 "против") да одобре "рамсима" да се се врате у Лос Анђелес и дозволили им пројекат за стадион у Инглвуду. "Чарџерсима" је такђе дато једногодишње одобрење за пресељење уз услов да договоре закуп или партнерство са "рамсима" за нови стадион. "Рејдерсима" је дата условна дозвола да се преместе, у случају да "чарџерси" одбију услов који им је постављен.
Као део одлуке о пресељењу "рамса", НФЛ је понудио да обезбеди "рејдерсима" и "чарџерсима" по 100 милиона долара уколико би могли да изграде нове стадионе у својим местима. "Чарџерси" су коначно објавили 12. јануара 2017. да ће искористити своју опцију да се преместе у Лос Анђелес услед неуспеха да изгласају фонд за израдњу новог стадиона у Сан Дијегу. У званичном саопштењу о одлуци "рамса", "рејдерси" су саопштили "да ће сада усмерити своју пажњу на истраживање свих опција за трајно решење локације стадиона". Лас Вегас и Сан Антонио су по гласинама били потенцијалне дестинације. Средином фебруара 2016. клуб је уговорио једногодишњи закуп са Оукландом да играју на њиховом Колосијуму са опцијом закупа на још једну годину.
Касно у јануару, милијардер Шелдон Аделсон, председник и директор "Лас Вегас Сендс Корпорејшн" казино комплекса, предложио је нови стадион у Лас Вегасу као дом колеџ тима Неваде и потенцијалног НФЛ тима. Аделсон је брзо ступио у контакт са "рејдерсима" да договори партнерство око новог стадиона. Априла 2016. је, без обећања да ће се тим преселити, власник "рејдерса" Марк Дејвис, одржао састанак са комитетом инфраструктуре Јужне Неваде и обећао 500 милиона за Аделсонов стадион ако јавни службеници пристану да му допринесу.
Група инвеститора предвођена бившим НФЛ звездама, Ронијем Лотом и Роднијем Питом предложила је нови стадион граду Оукланду у јуну 2016. као начин да задрже "рејдерсе" у граду.
Законодавство Неваде одобрило је јавни захтев за 750 милиона за стадион у Лас Вегасу октобра 2016. Дејвис је обавестио НФЛ власнике да намерава да поднесе молбу за пресељење у Лас Вегас на крају сезоне.
Двадесет осмог новембра 2016. "рејдерси" су осигурали победничку сезону, прву од 2002. године, преокретом против Каролина пантерса и 18. децембра обезбедили доигравање победом над Сан Дијего "чарџерсима". НФЛ је објавио да су за Про-Боул изабрани: Калил Мек, Дерек Кар, Амари Купер, Доналд Пен, Келечи Осемеле, Родни Хадсон и Реџи Нелсон. То је било највише изабраних играча овог клуба од 1991. и највише играча из једног тиму у сезони 2016.
Као петопласирани у АФЦ конференцији, у доигравању су се сусрели са Хјустон тексансима у првом мечу "вајл кард" рунде. Са значајним повредама које су спутавале тим, укључујући губитак квотербека Дерека Кара у претпоследњој утакмици регуларног дела сезоне, изгубили су од "тексанса" 27-14.
"Рејдерси" су званично завршили папирологију са НФЛ-ом у јануару 2017. за пресељење клуба из Оукланда у Лас Вегас, Неваду у сезони 2020. Гласање за пресељење тима одржано је 27. марта 2017. уз резултат 31 према 1 глас. Једино су Мајами долфинси били против предлога. Затим се тим огласио да ће остати име Оукланд "рејдерси" и у сезонама 2017. и 2018. и да ће наступати у том граду барем још две сезоне.
Пре сезоне 2017. клуб је потписао продужетак уговора са Дереком Каром на 5 година са зарадом од 125 милиона долара, тадашњим рекордом лиге. Након првог пласмана у доигравање после 14 година, "рејдерси" су очекивали већа достигнућа у 2017. години, што је изгледало вероватно, али одбрана тима је јако попустила у години под вођством координатора Кена Нортона, који је смењен у корист Џона Пагана где су се ствари поправиле. Међутим, напад није могао да понови успехе из прошле сезоне под координатором Тодом Доуингом. После почетне две победе, тим је изгубио 4 меча и 6 од следећих 8, остављајући их испод половичног учинка са само 6 утакмица до краја. Сезона је завршена разочаравајућим скором 6-10. Тридесет првог децембра, после пораза од Лос Анђелес "чарџерса" у 17. недељи шампионата, тренер Џек Дел Рио отпуштен је од стране Марка Дејвиса након што је добио четворогодишњи продужетак уговора пред протеклу сезону.